# Литовский ваад
Литовский ваад (וַעַד הַקְּהִלּוֹת הָרָאשִׁיּוֹת בִּמְדִינַת לִיטָא, Ва‘ад ха-кехиллот ха-рашийот би-мдинат Лита, Ва‘ад главных общин Литовской земли) — орган еврейского самоуправления в Великом княжестве Литовском в 1623—1764 гг. Организационно входил в состав Ваада четырёх земель. Учредительный съезд литовского ваада прошёл в августе 1623 года в Бресте.
В работе ваада принимали участие 15 представителей отдельных еврейских общин (кагалов), которых называли «раше медина» («областные старшины»). Главными общинами литовского ваада первоначально были Брест, Гродно и Пинск. Затем добавились общины Вильно (1652) и Слуцка (1691). Заседания ваада проходили в различных городах, в том числе в Пружанах, Сельцах и Заблудове. Ваад решал как хозяйственные (подати) и юридические (ходатайства), так и духовно-нравственные (организация школ) вопросы.